# Jacques Bertillon
Jacques Bertillon   (Antic 12è districte de París, 11 de novembre de 1851 - Valmondois, 4 de juliol de 1922) va ser un metge francès que es va especialitzar en estadística i demografia.

## Vida i Obra
Fill de l'estadístic Louis-Adolphe Bertillon, ve fer estudis de medicina, com el seu pare, tot i que hagués fet estudis d'estadística si aquesta especialitat hagués existit quan ell estudiava. Assistia, amb el seu pare i el seu avi matern (Achille Guillard), a tots els mítings i congressos estadístics. En morir el seu pare el 1883, el va substituir al front de l'Oficina Estadística de l'Ajuntament de París, institució en la qual ja treballava des de 1879.
Va ser redactor en cap de la revista Annales de démographie internationale, tot i que la revista només va durar un parell d'anys.
El 1885 va ser un dels membres fundadors del International Statistical Institute, en el qual va presentar, el 1893, la classificació internacional de causes de defunció, que va ser adoptada poc després i que és l'origen de la nomenclatura internacional actual.
Les seves obres principals són:
- 1880 - L'Etude statistique du Divorce[4]
- 1890 - Traité de démographie per a incorporar a Encyclopédie d'hygiène et de médecine editada per J. Rochard
- 1895 - Cours élémentaire de statistique, potser el primer llibre de text seriós sobre la matèria[5]
- 1897 - Le problème de la dépopulation,